# Impianti di Lezama
Gli Impianti di Lezama sono la struttura tecnico-logistica della società di calcio spagnola Athletic Bilbao.

## La struttura

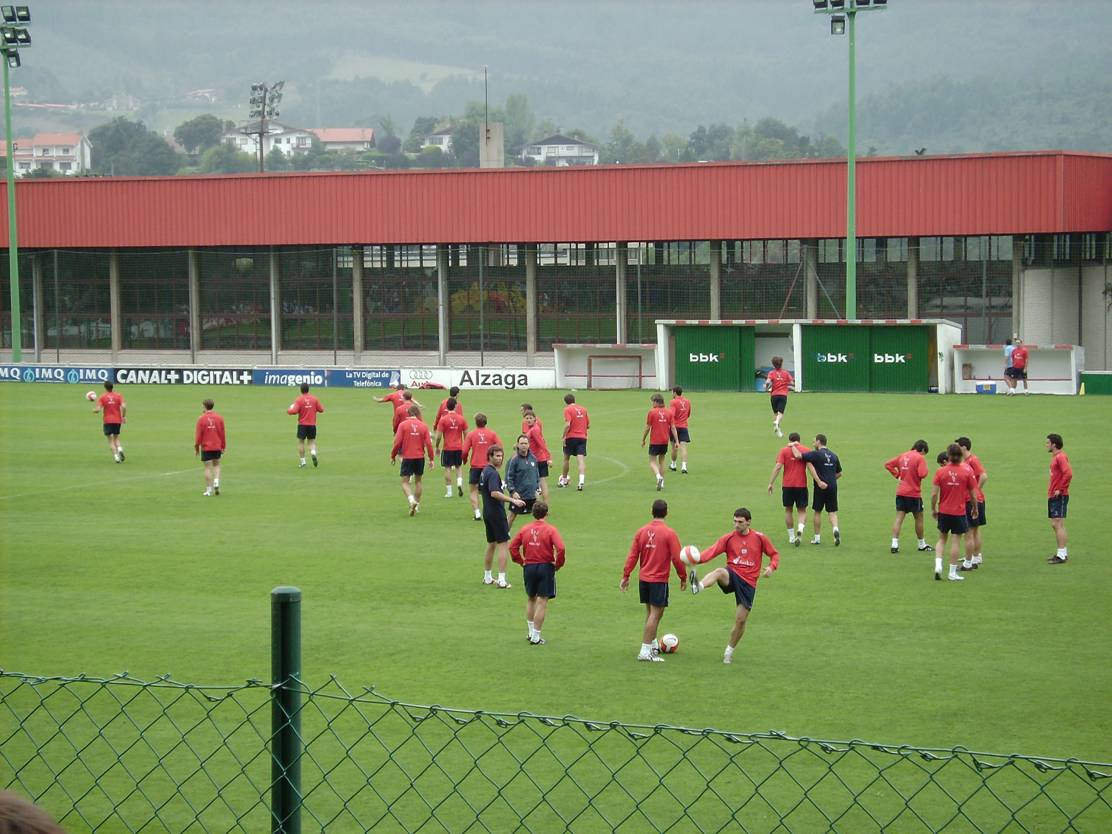
Campo d'allenamento a Lezama

Situati nel municipio di Lezama, nella provincia di Biscaglia, a meno di 15 chilometri dalla città di Bilbao, gli impianti si sviluppano su una superficie totale di 147.600 m².
Questi sono composti da 6 campi all'aperto (4 in erba naturale e 2 in erba artificiale) e da un palazzetto dello sport coperto con fondo in erba sintetica; comprendono inoltre residenze per i giocatori, una sala stampa, un'area fitness, un centro medico e negozi.
Nel centro sportivo, oltre alla prima squadra dell'Athletic Bilbao, si allenano 14 squadre collegate in modo diretto alla società: queste, tranne il Baskonia, (seconda squadra riserve) che gioca le partite interne nel paese di Basauri, disputano nel centro anche gli incontri casalinghi dei rispettivi campionati. In primis il Bilbao Athletic che, militante in Segunda División B, utilizza il campo intitolato Santa María de Lezama, con capienza pari a 2.500 posti. Inoltre vi sono il team femminile (l'Athletic Club E.F.T), che milita nella Superliga spagnola, e la rispettiva squadra riserve, nonché tutte le squadre del settore giovanile: 4 della categoria Alevines (11 e 12 anni), 2 degli Infantiles (13 e 14 anni), 2 dei Cadetes (15 e 16 anni) e 2 dei Juveniles (17 e 18 anni).

## Storia
Tra la fine degli anni sessanta e l'inizio degli anni 70, si sentì la necessità al di venire incontro alle esigenze dell'Athletic Club, fornendo un centro logistico volto a raccogliere tutte le attività della prima squadra, unitamente a quelle del settore giovanile.
Il progetto iniziale degli impianti risale ai primi anni settanta, tanto che l'inaugurazione avvenne durante la stagione 1971-72, sotto la presidenza di Félix Oráa.
Il primo progetto prevedeva tre campi d'allenamento, un edificio che ospita spogliatoi e residenze per i tesserati. Qualche anno più tardi, nel 1975, il neo-presidente José Antonio Egidazu operò una ristrutturazione che permise la costruzione strutture di altri tre campi all'aperto e di uno coperto.
Nel 1995 la struttura ha assunto l'aspetto attuale: il presidente José María Arrate operò un ulteriore ampliamento prevedendo la costruzione di un parcheggio e di nuove strade di accesso al centro, in grado di ospitare l'elevato numero di veicoli che vi transitano ogni giorno.
Inoltre venne edificata una tribuna coperta in grado di fornire un maggiore comfort ai tifosi che vengono a vedere le partite delle squadre affiliate o quelle del settore giovanile.
Recentemente la presidenza del club ha dato il via libera al cosiddetto Plan Director de Lezama, che si prefigge l'obiettivo di modernizzare la struttura. Il 'piano' ha elaborato un progetto i cui lavori indicativamente dovranno terminare entro il 2011-2012, con una spesa di circa 12 milioni di euro.

## Organigramma
- Direzione sportiva: Javier Irureta
- Direzione logistica: Santiago Urquiaga
- Amministrazione: Kike Ortiz de Artiñano
- Direzione tecnica: Fernando Quintanilla
- Direzione medica: Josean Lekue
- Calcio Femminile: Iñigo Juaristi
- Preparazione fisica: Eduardo Estíbariz
- Psicologo: María Ruiz de Oña
- Metodología allenamento: Gari Fullaondo e Luis Llopis
- Attenzione al giocatore: Iñaki Azkarraga
- Gestione osservatori: Iñigo Lizarralde
- Centro Médico, supporto tecnico ad allenatori ed osservatori: Kakel Iturregi